# Die Nacht von Jesi
Die Nacht von Jesi ist ein Roman des deutschen Autors Peter Berling, der 1994 im Verlagshaus Bastei Lübbe erschienen ist.

## Handlung

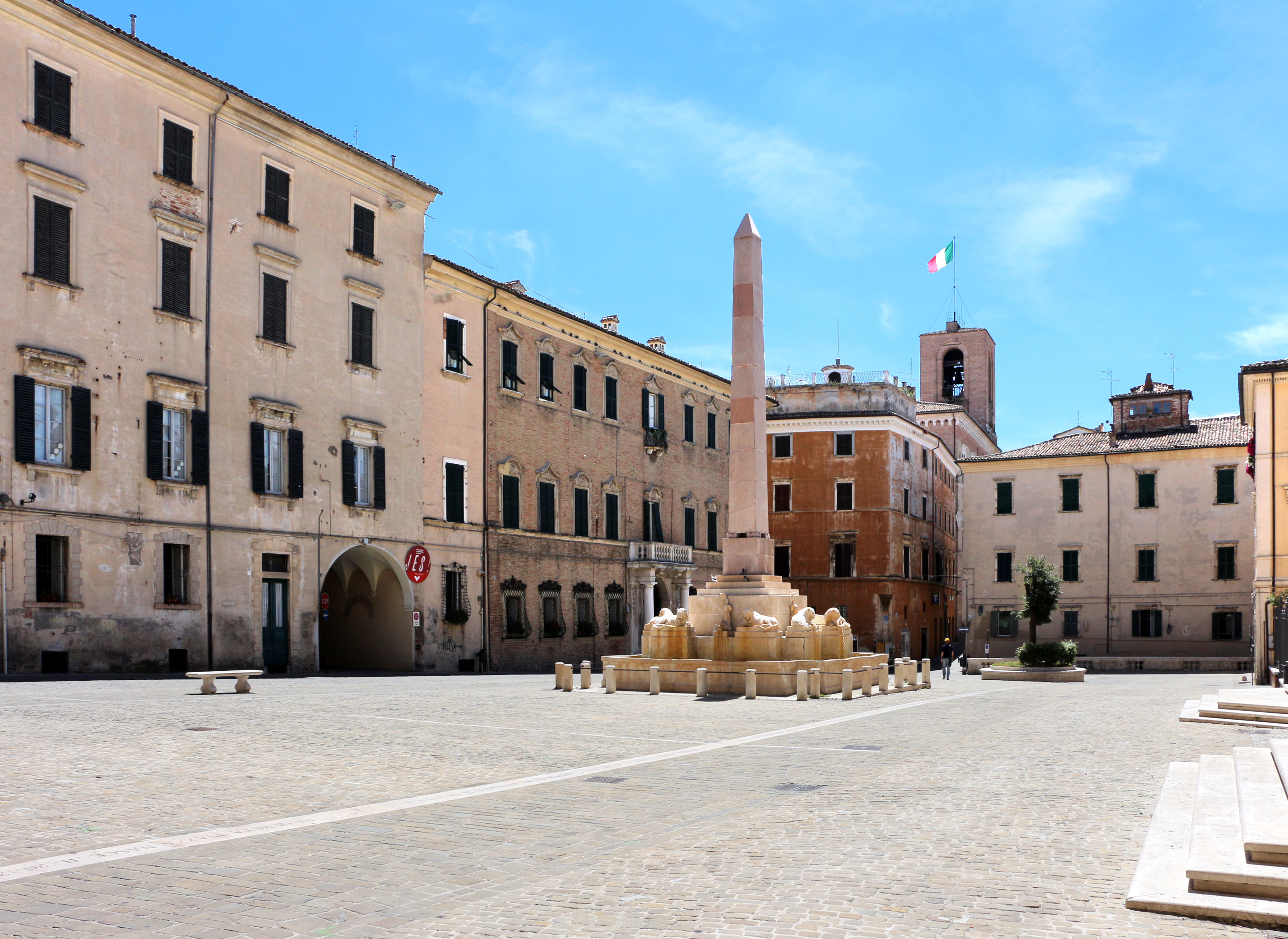
Der Marktplatz von Jesi (Piazza Federico II)

Anlässlich des nahenden Jahrestages der Geburt Kaiser Friedrichs II. (26. Dezember) ist der Produzent Manuel J. Berghstroem im winterlichen Jesi in der Produktion des historischen Musicals („Historical“) STUPOR MUNDI engagiert, welches das historische Ereignis zum Thema haben und auf der Piazza der Stadt uraufgeführt werden soll. Wichtige Bestandteile der Handlung sollen dabei die schon seit dem Mittelalter kolportierten Legenden rund um die Geburt des Kaisers darstellen, wie zum Beispiel die von der öffentlichen Niederkunft der Kaiserin Konstanze auf dem Marktplatz der Stadt, oder von einem ihr untergeschobenen Metzgersohn, den sie als ihr eigenes Kind ausgegeben habe. Von widrigen Umständen begleitet, gerät die termingerechte Realisierung der Aufführung jedoch in Gefahr.

## Hintergrund
Autor Peter Berling war selbst langjährig als Produzent in der Filmbranche tätig, unter anderem für Rainer Werner Fassbinder.
Die bis heute rezitierten Gerüchte um die Geburt Kaiser Friedrichs II. entstanden vor dem Hintergrund seines Machtkampfes mit der katholischen Kirche unter den Päpsten Gregor IX. und Innozenz IV. in der ersten Hälfte des 13. Jahrhunderts. Die Behauptung, er sei tatsächlich der leibliche Sohn eines Metzgers (filius cuiusdam beccarii), stammt dabei aus der Chronik des kaiserkritischen Salimbene von Parma, der zudem dem kaiserlichen Schwiegervater Johann von Brienne den Ausspruch Fi de becer diabele! in den Mund gelegt hat. Auch die Geschichte von der öffentlichen Niederkunft der Kaiserin auf dem Marktplatz von Jesi ist erst in der Historiographie späterer Generationen aufgekommen. Zeitgenössische Berichte schildern die Geburt am Stephanstag im Jahr 1194 dagegen unspektakulär und ohne nennenswerte Details.

## Auflagen
- Erstauflage 1994, ISBN 3-522-71690-6.
- Neuauflage 1996, ISBN 3-404-12478-2.

## Anmerkung
1. ↑  Vgl. Salimbene von Parma, MGH SS 32, S. 42f.